# Archduke Mountain
Archduke Mountain är ett berg i Kanada.   Det ligger i provinsen British Columbia, i den södra delen av landet, 3 100 km väster om huvudstaden Ottawa. Toppen på Archduke Mountain är 2 627 meter över havet.
Terrängen runt Archduke Mountain är huvudsakligen bergig. Trakten runt Archduke Mountain är nära nog obefolkad, med mindre än två invånare per kvadratkilometer.. Det finns inga samhällen i närheten. 
Trakten runt Archduke Mountain består i huvudsak av gräsmarker.